# 芙蓉麗
芙蓉麗（Fu Yung Lai），姓符，獨生女，香港粵劇花旦、電影演員，芙蓉麗有「好好花旦」的美譽，她喜歡幫助別人，她的口頭禪為「助人為快樂之本」，商店剪綵、電臺播唱、登臺客串，有求必應，從不敷衍別人，因此在粵劇班裡人緣極好。芙蓉麗的銀幕處女作是《醉打金枝》(1955年)，息影作《金鳳斬蛟龍》(1961年，飾演金三鳳)，角色形象多樣化，電影裡通常為二幫花旦，參演約10齣電影。
- 芙蓉麗在1956年與許君漢(小生)、潘有聲(文武生)領導「金龍劇團」到新加坡及馬來亞演出粵劇兩年，搭乘「渣華輪船公司」的「芝萬宜號」在1958年7月22日(星期二)下午返抵香港[2]。

- 芙蓉麗在1961年隨小提琴手尹自重先生到新西蘭登臺後，已因結婚定居美國舊金山，在美國每年只演出一至兩場新春粵劇，合作伶人有鄧碧雲、南紅及秦小梨等，其餘時間在百貨商店工作，晚上教導華僑演粵劇 [3][4]。

## 芙蓉麗的電影
1. 《醉打金枝》(1955年)；
2. 《同撈同煲》(1956年，飾演陳素珍)；
3. 《毒婦點天燈》(1959年，飾演大嫂)；
4. 《金殿審人頭 (上集)》(1959年，飾演將軍夫人)；
5. 《金殿審人頭 (大結局)》(1959年，飾演將軍夫人)；
6. 《彩鸞燈》(1960年，飾演錢秀容)；
7. 《夜祭碧桃花》(1960年，飾演小翠)；
8. 《望兒亭 (下集大結局)》(1960年，飾演董瑞珠)；
9. 《傻人發達記》(1961年，飾演李惠玲)；
10. 《金鳳斬蛟龍》(1961年，飾演金三鳳)。

## 芙蓉麗的唱片
1. 《入候門深似海》(1961年)，幸運唱片：陳錦棠、何非凡、崔妙芝、白艷紅及曾雲飛。

## 外部連結
- 香港電影資料館：芙蓉麗參演電影的記錄[永久]
- 香港影庫：芙蓉麗 （页面存档备份，存于）
- 芙蓉麗的演出及唱腔片斷 （页面存档备份，存于）侵犯版權?